# توماس پینکنی
تومان پینکنی (Thomas Pinckney) (زادهٔ ۲۳ اکتبر، ۱۷۵۰- در گذشتهٔ ۲ نوامبر، ۱۸۲۸)، اولین دولتمرد، دیپلمات و سرباز آمریکایی بود که در هر دو جنگ انقلابی آمریکا و جنگ ۱۸۱۲ حضور داشت و به درجهٔ سرلشگری نائل شد. او در سمتِ فرمانداری کارولینای جنوبی و نیز سفیر ایالات متحده در بریتانیای کبیر خدمت کرد. وی نامزد فدرالیستی معاونت رئیس‌جمهوری در انتخابات ۱۷۹۶ بود.
پینکنی که در خانواده‌ای سرشناس در شهر چارلز، واقع در استان کارولینای جنوبی متولد شد، قبل از بازگشت به آمریکا در اروپا تحصیل کرد. او از جنبش استقلال حمایت کرد و به عنوان دستیار ژنرال هوراتیو گیتس کار کرد. پس از جنگ انقلابی، پینکنی مزرعهٔ خود را مدیریت کرد و در انتخابات فرمانداری کارولینای جنوبی پیروز شد و از سال ۱۷۸۷ تا ۱۷۸۹ در این سمت خدمت نمود. او ریاست کنوانسیون ایالتی را بر عهده داشت که قانون اساسی ایالات متحده را به تصویب رساند. او در سال ۱۷۹۲، انتصاب رئیس‌جمهور جورج واشینگتن را به سمت وزیر بریتانیا پذیرفت، اما نتوانست امتیازاتی را در رابطه با خدمت اجباری ملوانان آمریکایی کسب کند. او نیز به عنوان سفیر به اسپانیا رفته و در آنجا خدمت کرد و بر سر معاهدهٔ سن لورنزو که مرز میان اسپانیا و ایالات متحده را مشخص می‌کرد، مذاکره کرد.
به دنبال موفقیت دیپلماتیک پینکنی در اسپانیا، فدرالیست‌ها او را به عنوان شریک انتخابی جان آدامز در انتخابات ریاست جمهوری ۱۷۹۶ برگزیدند. طبق قوانینی که در آن زمان وجود داشت، فردی که بیشترین آراء الکترال را به دست بیاورد رئیس‌جمهور می‌شود و فردی که دومین آراء الکترال را کسب کند، معاون رئیس‌جمهور می‌شود. اگرچه آدامز در انتخابات ریاست جمهوری پیروز شد، اما توماس جفرسون، نامزد دموکرات-جمهوری‌خواه، دومین آراء الکترال را به‌دست‌آورد و معاون رئیس جمهورشد. پس از انتخابات، پینکنی از سال ۱۷۹۷ تا ۱۸۰۱ در مجلس نمایندگان ایالات متحده آمریکا خدمت کرد. برادر او، چارلز کوتسورث پینکنی، نامزد معاون ریاست جمهوری فدرالیست در سال ۱۸۰۰ و نامزد ریاست جمهوری این حزب در سال‌های ۱۸۰۴ و ۱۸۰۸ بود. در طول جنگ ۱۸۱۲، پینکنی به درجه سرلشکر نائل شد.
پینکنی در سال ۱۷۹۷ یکی از اعضای مجمع فیلسوفان آمریکا شد.

## اوایل زندگی و سال‌های جنگ انقلابی
پینکنی در ۲۳ اکتبر ۱۷۵۰ در چارلزتاون، واقع در استان کارولینای جنوبی به‌دنیا آمد. پدرش، چارلز پینکنی، یک مقام سرشناس استعماری بود، در حالی که مادرش، الیزا لوکاس، به‌خاطر معرفی فرهنگ ایندیگو به مستعمره شهرت داشت. او سه خواهر و برادر داشت و فرزند دوم بود. هریت، خواهر بزرگتر او، بعداً با یک مزرعه‌دار ثروتمند اهل کارولینای جنوبی ازدواج کرد، در حالی که برادر بزرگترش، چارلز کوتسورث پینکنی، رهبر برجسته‌ای در کارولینای جنوبی شد. وقتی پینکنی ۳ ساله بود، پدرش خانواده را برای تجارت استعماری به بریتانیای کبیر برد، اما پینکنی بزرگ در سال ۱۷۵۸ درگذشت. مادرش خانواده را در بریتانیا نگه داشت و پینکنی در مدرسه وست مینستر، کریست چرچ واقع در آکسفورد و معبد میدل تحصیل کرد. پینکنی در نوامبر ۱۷۷۴ در وکالت پذیرفته شد و بلافاصله به کارولینای جنوبی رفت.
گرچه پینکنی بیشتر عمر خود را در انگلستان گذرانده بود، اما با جنبش میهن‌دوستان در جنگ انقلابی آمریکا هم‌دردی کرد. او همراه با برادرش، چارلز، در ژوئن ۱۷۷۵ در ارتش قاره‌ای ناخدا شد. وی پس از جنگیدن در نبردهای فراوان، دستیار ژنرال هوراتیو گیتس شد و در نبرد فاجعه بار کامدن در سال ۱۷۸۰ توسط بریتانیایی‌ها دستگیر شد. در آن زمان او ازدواج کرده بود و یک فرزند شیرخواره داشت. به او اجازه داده شد که در مزرعهٔ مادر زنش به نام مزرعهٔ ربکا بروتون موته، در خارج از چارلستون، رفته و زخم‌هایش را بهبود بخشد. در سال ۱۷۸۱ او و خانواده‌اش در سفری که به فیلادلفیا داشتند توسط بریتانیایی‌ها در تبادل با زندانیان آزاد شد. پینکنی به جنوب بازگشت و در آن سال زیر نظر مارکی دو لافایت در ویرجینیا نبرد کرد.

## فرماندار و سفیر
پینکنی، پس از جنگ، روی مزارع خود و فعالیت‌های قانونی خود تمرکز کرد. در سال ۱۷۸۷ به اصرار دوستش ادوارد راتلج نامزد فرمانداری کارولینای جنوبی شد. پینکنی با مخالفت کمی، به سمت فرمانداری انتخاب شد. او موافق تصویب قانون اساسی ایالات متحده بود و ریاست کنوانسیون ایالتی را بر عهده داشت که قانون اساسی را تصویب کرد. او از ۳ ژانویه تا ۲۰ دسامبر ۱۷۹۱، در مجلس نمایندگان کارولینای جنوبی در کلیسای سنت فیلیپ و سنت مایکل خدمت کرد.
پینکنی در ابتدا انتصابش را در یک سمت فدرالی رد کرد، اما در سال ۱۷۹۲ پذیرفت که سفیر رئیس‌جمهور جورج واشینگتن در بریتانیا باشد. از آنجاییکه پینکنی نتوانست بریتانیایی‌ها را در رسیدن به توافق بر سر مسائل مختلف، از جمله خدمت اجباری یا تخلیه قلعه‌های بریتانیا در قلمرو آمریکا، وادار کند، واشینگتن جان جی را به عنوان فرستاده ویژه به بریتانیا اعزام کرد. پینکنی به جی کمک کرد تا معاهده جی را منعقد کند که به برخی از مسائل بین ایالات متحده و بریتانیا اشاره می‌کرد، اما در ایالات متحده تفرقه افکن بود. در سال ۱۷۹۵، در حالی که پینکنی همچنان در بریتانیا سفیر بود، به اسپانیا اعزام شد تا در معاهده‌ای با موضوع مرزها و کشتی‌رانی ایالات متحده در رودخانه می‌سی‌سی‌پی مذاکره کند. در معاهدهٔ سان لورنزو، اسپانیا موافقت کرد که به آمریکایی‌ها اجازهٔ صادرات کالا از طریق رودخانه می‌سی‌سی‌پی را بدهد.
پینکنی پس از بازگشت به ایالات متحده، برای توسعهٔ مزرعهٔ برنج معروف به الدورادو واقع در رودخانه سانتی در خارج از چارلستون، به مادر زنش ربکا موته پیوست. مادر زنش با پینکنی، دختر و نوه‌هایش تا سال‌های آخر زندگی‌اش در آنجا زندگی می‌کرد.

## اواخر زندگی

### خدمات عمومی
پینکنی در سپتامبر ۱۷۹۷ به عضویت مجلس نمایندگان ایالات متحده درآمد و تا مارس ۱۸۰۱ در آنجا خدمت کرد. خدمت او تحت تأثیر وضعیت نامساعد سلامتی‌اش قرار گرفت، طوریکه از انتخاب در دوره بعدی در سال ۱۸۰۰ خودداری کرد. وی زمانیکه در کنگره بود، از قانون اقامت بیگانگان و اغتشاش حمایت کرد. او نیز یکی از مدیران منتصب در مجلس ۱۷۹۸ بود که ویلیام بلونت را استیضاح نمود.
پینکنی پس از ترک کنگره، بار دیگر بر توسعهٔ مزارع خود تمرکز کرد. وی به درخواست رئیس‌جمهور جیمز مدیسون، به خدمت در جنگ ۱۸۱۲ روی آورد. وی در طول جنگ شاهد نبرد بود، اما سرپرست نیروهای آمریکایی در جنوب ایالات متحده شد. او در سال ۱۸۲۶، به عنوان رئیس مجمع سین سیناتی، جانشین برادرش شد، این مجمع سازمانی متشکل از افسران کهنه‌کار جنگ انقلابی آمریکا است.

### وفات
پینکنی در ۲ نوامبر ۱۸۲۸ در چارلستون، کارولینای جنوبی درگذشت. او در حیاط کلیسای سنت فیلیپ به خاک سپرده شد.

## کتابشناسی
- Buchanan, John (1997). The Road to Guilford Courthouse. John Wiley & Sons. ISBN 978-0-471-32716-5.
- Heidenreich, Donald E. (2011). "Conspiracy Politics in the Election of 1796". New York History. 92 (3): 151–165. JSTOR 23185122.
- Pasley, Jeffrey L. (2013). The First Presidential Contest: 1796 and the Founding of American Democracy. University Press of Kansas. ISBN 978-0-7006-1907-8.
- Purcell, L. Edward (1993). Who Was Who in the American Revolution. Facts on File. ISBN 0-8160-2107-4.
- Scherr, Arthur (April 1975). "The Significance of Thomas Pinckney's Candidacy in the Election of 1796". The South Carolina Historical Magazine. 76 (2): 51–59. JSTOR 27567304.
- Southwick, Leslie (1998). Presidential Also-Rans and Running Mates, 1788 through 1996 (Second ed.). McFarland. ISBN 0-7864-0310-1.
- Williams, Francis Leigh (1978). A Founding Family: The Pinckneys of South Carolina. Harcourt Brace Jovanovich. ISBN 978-0-15-131503-1.